# Хејди Леке
Хејди Леке (норв. Heidi Løke; рођена 12. децембра 1982. године) — норвешка рукометашица. Тренутно игра за клуб Виперс Кристијансанд и рукометашица је норвешке репрезентације. Међу њеним достигнућима су национална такмичења као и освајање сребрне медаље у ЕХФ Лига шампиона за жене у рукомету.

## Клупска каријера
Хајди је рођена у граду Тенсберг и одрасла у Сандефјорду  , где је она почела да игра рукомет у десетој години. Она је играла за клубове Runar, Larvik, Gjerpen and Aalborg DH. Она је поново играла за Ларвик између 2008. и 2011. године. Она је била најбоља стрелкиња у норвешкој лиги у сезонама 2008/2009 и 2009/2010, и била је изабрана за играчицу године у Лиги, као и у 2008/2009 и 2009/2010. Њен клуб је освојио златне медаље на првенству и Купу у 2008/2009, и поново у 2009/2010. Са клубом Ларвик је дошла до финала у ЕХФ Лига шампиона за жене у 2008/2009, освојивши сребрну медаљу. Њен клуб је изашао у полуфиналу у ЕХФ Лига шампиона за жене у сезони 2009/2010.
29. новембра 2010. године, причало се, да ће она  потписати за мађарски тим Győri Audi ETO KC, али је она одбила да коментарише спекулације до предстојећег Европског првенства.
Неколико недеља касније, 31. децембра 2010. године, најављено је да она пристала да игра на две године те је потписала уговор са Győri Audi ETO KC и да ће се придружити свом новом клубу након текуће сезоне.
1. марта 2012 дали су јој награду у знак признања за њен наступ током 2011. године, као и на клупском и на међународном нивоу.

## Репрезентативна каријера
Хајди је дебитовала у саставу норвешке репрезентације 7. априла 2006. године против Мађарске. Она је учествовала у саставу норвешког тима који је освојио златне медаље такмичењу Европско првенство у рукомету за жене 2008. у  Македонији. Она је освојила бронзану медаљу са репрезентацијом Норвешке у 2009. на Светском првенству у рукомету за жене у Пекингу. На Европском првенству у рукомету за жене 2010. је освојила златну медаљу са тимом Норвешке, и била је изабрана у тиму најбољих играчица турнира. Следеће године, на светском првенству, она је поновила овај успех, узећи златну медаљу и и поново је освојила место у тиму најбољих играчица турнира

## Лични живот
Хајди није једина у породици која игра рукомет. Њен старији брат, Френк Локе игра у клубу Lübbecke и у рукометној норвешкој репрезентацији. Њена сестра, Лиса Локе је играчица Postenligaen тима у Storhamar IL лиги. 
Она је имала везу са својим бившим тренером Леифом Гаутестад, са којим је имала сина, Александра, рођеног 2007. године. Пар се растао у 2010. години.
Она је недавно раскинула и са бившим партнером Карлом Ериком Бохн.
Чекајући свог другог сина, јун 2017, са новим дечком Веструм Бјорн Олсон.

## Достигнућа
- Норвешко Првенство:
  - Победница: 2001, 2002, 2009, 2010, 2011
- Норвешки Куп:
  - Победница: 2009, 2010, 2011
- 'Првенство Мађарске:
  - Победница: 2012, 2013, 2014, 2016
- Куп Мађарске:
  - Победница: 2012, 2013, 2014, 2015, 2016
- ЕХФ Лига шампиона за жене:
  - Победница: 2010/2011, 2012/2013, 2013/2014, 2016/2017
  - Финалисткиња: 2011/2012, 2015/2016
  - Полуфиналисткиња: 2010
- ЕХФ Куп победника купова:
  - Финалисткиња: 2009
  - Полуфиналисткиња: 2006
- Светско Првенство:
  - Победница: 2011, 2015
  - Освајачица бронзане медаље: 2009
- Европско Првенство:
  - Победница: 2008, 2010, 2014
  - Освајачица Сребрне Медаље: 2012
- Летње Олимпијске Игре:
  - Победница: 2012
  - Освајачица бронзане медаље: 2016

## Награде и признања
- Postenligaen Најбоља Стрелкиња: 2009 2010,, 2011
- Postenligaen Најбоља Играчица: 2009 2010,, 2011
- Postenligaen Тим турнира: 2009, 2010, 2011
- ЕХФ Лига шампиона за жене - најбоља стрелкиња Лиге Шампиона: 2011 (99 голова)
- Најбољи тим Првенства Европе: 2010, 2012,[12] 2014
- Најбољи тим светског првенства: 2011, 2015
- ИХФ играчица године: 2011 (такође номинован за 2012. годину)
- Најбољи тим летњих Олимпијских игара: 2012, 2016
- Најбољи тим ЕХФ Лига шампиона за жене : 2014/2015; 2015/2016[13]